# Turraea lamyi
Turraea lamyi är en tvåhjärtbladig växtart som beskrevs av Edmond Bonnet. Turraea lamyi ingår i släktet Turraea och familjen Meliaceae. Inga underarter finns listade i Catalogue of Life.